# Le Parc (album)
Pour les articles homonymes, voir Le Parc.
Albums de Tangerine Dream
 Poland
(1984)  Green desert
(1986)
Le Parc est un album du groupe Tangerine Dream sorti en 1985. Chacun des 9 titres est inspiré d'un parc ou jardin public connu.
Le morceau Le Parc a été utilisé comme générique pour la série télévisée américaine Tonnerre mécanique (Street Hawk). Une vidéo a été produite pour Tiergarten. Le morceau Central Park a été utilisé comme thème d'ouverture du film Diamond Ninja Force réalisé par Godfrey Ho.

## Titres
Toutes les chansons sont écrites et composées par Edgar Froese, Christopher Franke et Johannes Schmoelling.
| 1.    | Bois de Boulogne (Paris)            | 5:07 |
| 2.    | Central Park (New-York)             | 3:37 |
| 3.    | Gaudi Park (Guell Garden Barcelone) | 5:10 |
| 4.    | Tiergarden (Berlin)                 | 4:28 |
| 5.    | Zen Garden (Ryoanji Temple Kyoto)   | 3:07 |
| 6.    | Le Parc (L.A. - Streethawk)         | 2:56 |
| 7.    | Hyde Park (London)                  | 3:50 |
| 8.    | The Cliffs of Sydney (Sydney)       | 5:20 |
| 9.    | Yellowstone Park (Rocky Mountains)  | 6:10 |
| 39:45 |                                     |      |

## Artistes
- Edgar Froese
- Christopher Franke
- Johannes Schmoelling